# قضاء البقاع الغربي
قضاء البقاع الغربي هو أحد أقضية محافظة البقاع الخمسة، ينحدر من الغرب بمساحته التي تتجاوز ال470 كيلومتراً مربعاً من أعالي جبل الباروك على ارتفاع 1900 متراً نزولاً باتجاه سهل البقاع، ليعود فيرتفع حتى يلامس سفوح سلسلة جبال لبنان الشرقية. يحده القضاء من الشمال قضاء زحلة ومن الغرب محافظة الجنوب ومحافظة جبل لبنان ومن الجنوب محافظة النبطية ومن الشرق قضاء راشيا. ويبلغ عدد سكانه 53,500 نسمة تقريباً، أي ما يعادل 1.3% من العدد الإجمالي لسكان لبنان يتوزعون على 35 بلدة في 28 منها مجالس بلدية منتخبة.
مركز القضاء هي بلدة جب جنين، ومن بلداته أيضا الصويري مشغرة وبعلول وصغبين وكفريا وخربة قنفار ولالا والقرعون التي تطل على البحيرة الاصطناعية الوحيدة في لبنان. ويخترق نهر الليطاني القضاء من شماله حتى جنوبه، وترفده مجموعة من الينابيع العذبة من أهمها نبع عين الزرقا الذي يقام عليه الآن مشروع ضخم لمد قرى القضاء بمياه الشفة.

## أعلام
- عبد الرحيم مراد